# Ženska rukometna reprezentacija DR Njemačke
Ženska rukometna reprezentacija DR Njemačke je predstavljala državu DR Njemačku u športu rukometu.
Krovna organizacija:

## Sudjelovanja naEP
Nije nikad nastupila na ovom natjecanju, jer su se SR Njemačka i DR Njemačka ujedinile prije nego što su se prva europska prvenstva počela održavati.